# USS Conyngham (DD-371)
El USS Conyngham (DD-371) fue un destructor de clase Mahan de la Armada de los Estados Unidos antes y durante la Segunda Guerra Mundial. Recibió su nombre en honor a Gustavus Conyngham, un capitán mercante americano del s. XVIII Recibió 14 estrellas de batalla a lo largo de la Segunda Guerra Mundial, y tuvo a su mando a nueve oficiales distintos.

## Historia

### Inicio
El Conyngham fue botado el 14 de septiembre de 1934 en el astillero Boston Navy Yard amadrinado por la señora A. C. G. Johnson y entró en servicio el 4 de noviembre de 1936, con el comandante Gilbert Corwin Hoover al mando.
En la primavera de 1937, el Conyngham realizó su viaje inaugural por primera vez a los puertos del norte de Europa, y tras una revisión en Boston, Massachusetts, navegó hasta San Diego, California, donde desde el 22 de octubre realizó ejercicios de entrenamiento. Las operaciones a lo largo de la costa oeste, en las islas hawaianas, y en el Caribe continuaron hasta el 2 de abril de 1940, cuando zarpó de San Diego con rumbo a Pearl Harbor, con la misión de actuar en patrullas de seguridad. En marzo de 1941, realizó un crucero a Samoa, Fiji, y Australia, tras lo cual volvió a las operaciones con base en Pearl Harbor.

### Pacífico
El 7 de diciembre de 1941, cuando los japoneses atacaron Pearl Harbor, el Conyngham estaba amarrado en el muelle X-8, East Loch, de Pearl Harbor, a estribor de un grupo de cinco destructores. A babor del grupo de cinco destructores se encontraba el Barco nodriza de destructores USS Whitney. En el grupo el Conyngham se encontraban los destructores USS Reid, USS Tucker, USS Selfridge y USS Case. El grupo de destructores abrió fuego contra los japoneses atacantes, y derribaron varios aviones enemigos.
El Conyngham continuó realizando patrullas desde Pearl Harbor hasta diciembre, y tras una breve revisión en Mare Island, realizó servicios de escolta entre la costa oeste y las Nuevas Hébridas. En junio de 1942, cesaron las misiones de escolta del Conyngham para prestar apoyo a portaviones en la batalla de Midway en la que participó los días 4, el 5 y el 6 de junio.

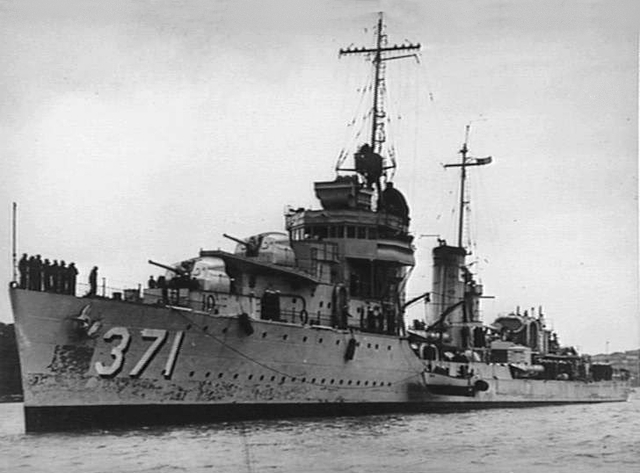
El Conyngham en Sídney, 1941

El Conyngham volvió a tareas de escolta hasta el 16 de octubre de 1942, cuando zarpó de Pearl Harbor para proteger al Enterprise en acciones en el sudoeste del Pacífico. Protegió a los portaviones en la batalla de las islas de Santa Cruz el 26 de octubre. El 2 de noviembre, el Conyngham bombardeó Kokumbona, una aldea en la isla de Guadalcanal, y mientras maniobraba, chocó con otro destructor. El daño resultante fue reparado temporalmente en Numea y se concluyó la reparación en Pearl Harbor. El Conyngham regresó a la isla de Espíritu Santo el 4 de febrero de 1943 para reanudar su apoyo a la operación de Guadalcanal. El 7 de febrero bombardeó la ensenada de Doma y durante los siguientes cinco meses continuó con misiones de patrulla y tareas de escolta entre bases en el Pacífico Sur y Australia.
El Conyngham dio apoyo artillero a la Operación Chronicle, durante los desembarcos en las islas Woodlark y Kiriwina, frente a Nueva Guinea del 1 al 3 de julio de 1943, y el 23 de agosto bombardeó Finschhafen. El 4 de septiembre dio cobertura a los desembarcos en Lae, y fue atacado por tres bombarderos, lo que le produjeron daños leves. Rápidamente reparado, regresó a Finschhafen el 22 de septiembre para cubrir desembarcos, y luego navegó a Brisbane, Australia. Volvió a la acción para los desembarcos en Arawe, Nueva Bretaña, el 15 de diciembre, en el cabo Gloucester el 26 de diciembre y en Saidor, Nueva Guinea, el 2 de enero de 1944. Continuó sus labores en la zona de Nueva Guinea, Australia en enero de 1944, hasta que navegó en marzo para una revisión en San Francisco, California.
En su vuelta a Majuro a finales de mayo de 1944, el Conyngham navegó con la TF 58, con la tarea de escoltar acorazados durante la operación Marianas. El 13 de junio, disparó en el bombardeo de Saipán, previo a la batalla, y permaneció en las Marianas ofreciendo apoyo artillero, escolta y servicios de patrulla hasta agosto. Después de escoltar a los buques en preparación para el regreso a Filipinas, Conyngham llegó al golfo de Leyte el 4 de noviembre escoltando refuerzos. El 16 de noviembre fue arrollada por un hidroavión, que hirió a 17 de sus hombres y causó un ligero daño en el buque. El 7 de diciembre cubrió los desembarcos en la bahía de Ormoc bajo ataque aéreo pesado, y el 11 de diciembre, volvió a entrar en la bahía de Ormoc con refuerzos.

### Hundimiento
Después de entrar en Manus con el objetivo de recibir reabastecimiento el 23 de diciembre de 1944, el Conyngham navegó a Jayapura para escoltar un convoy con destino a Leyte y en los desembarcos en el Golfo de Lingayen. Se unió en el bombardeo de pre-asalto, y siguió en patrulla después de los desembarcos del 9 de enero de 1945 hasta el 18 de enero. El 1 de febrero, junto con el USS Lough (DE-586), hundió por error las PT Boat PT-77 y PT-79 cerca de Talin Point. A partir del 22 de julio, permaneció en la bahía de Subic para revisión, acabando la guerra durante dicha estancia. Fue dado de baja el 20 de diciembre de 1946. Fue utilizado como blanco naval en las pruebas con armas atómicas de 1946 en Bikini, fue destruido por hundimiento el 2 de julio de 1948 en la costa de California.